# ماچراتا کامپانیا
ماچراتا کامپانیا (به ایتالیایی: Macerata Campania) یک کومونه در ایتالیا است که در استان کسرتا واقع شده‌است.

## خصوصیات
ماچراتا کامپانیا ۷٫۶ کیلومترمربع مساحت و ۱۰٬۸۴۵ نفر جمعیت دارد و ۳۴ متر بالاتر از سطح دریا واقع شده‌است.